# Estadio de Tallaght
El estadio de Tallaght (en irlandés: Staid Thamhlachta y en inglés: Tallaght Stadium) es un estadio de fútbol situado en el distrito sureño de Tallaght, en la ciudad de Dublín. Su construcción fue anunciada por el Shamrock Rovers en julio de 1996. Es propiedad del South Dublin County Council, quien también lo gestiona teniendo al Shamrock Rovers como inquilino oficial.

## Información sobre el estadio
La tribuna principal cuenta con 3048 asientos, que albergan a los aficionados locales y visitantes, a los directivos del club y a la prensa. Una segunda tribuna con 2899 asientos se sitúa en el lado opuesto del campo (este), su construcción fue concluida en agosto de 2009. Esta tribuna acoge los puestos para los equipos de televisión y llevó la capacidad del estadio hasta las 5947 plazas. Ambas tribunas están cubiertas. En septiembre de 2011 fue rápidamente construido un graderío en el fondo sur.
En dos ocasiones se han montado en el estadio gradas temporales. La primera para acoger un partido amistoso contra el Real Madrid dando le una capacidad de 10 900 espectadores, la segunda con motivo de la final de la FAI Cup de 2009 llegándose en esta ocasión a los 8800 asientos.

## Imágenes

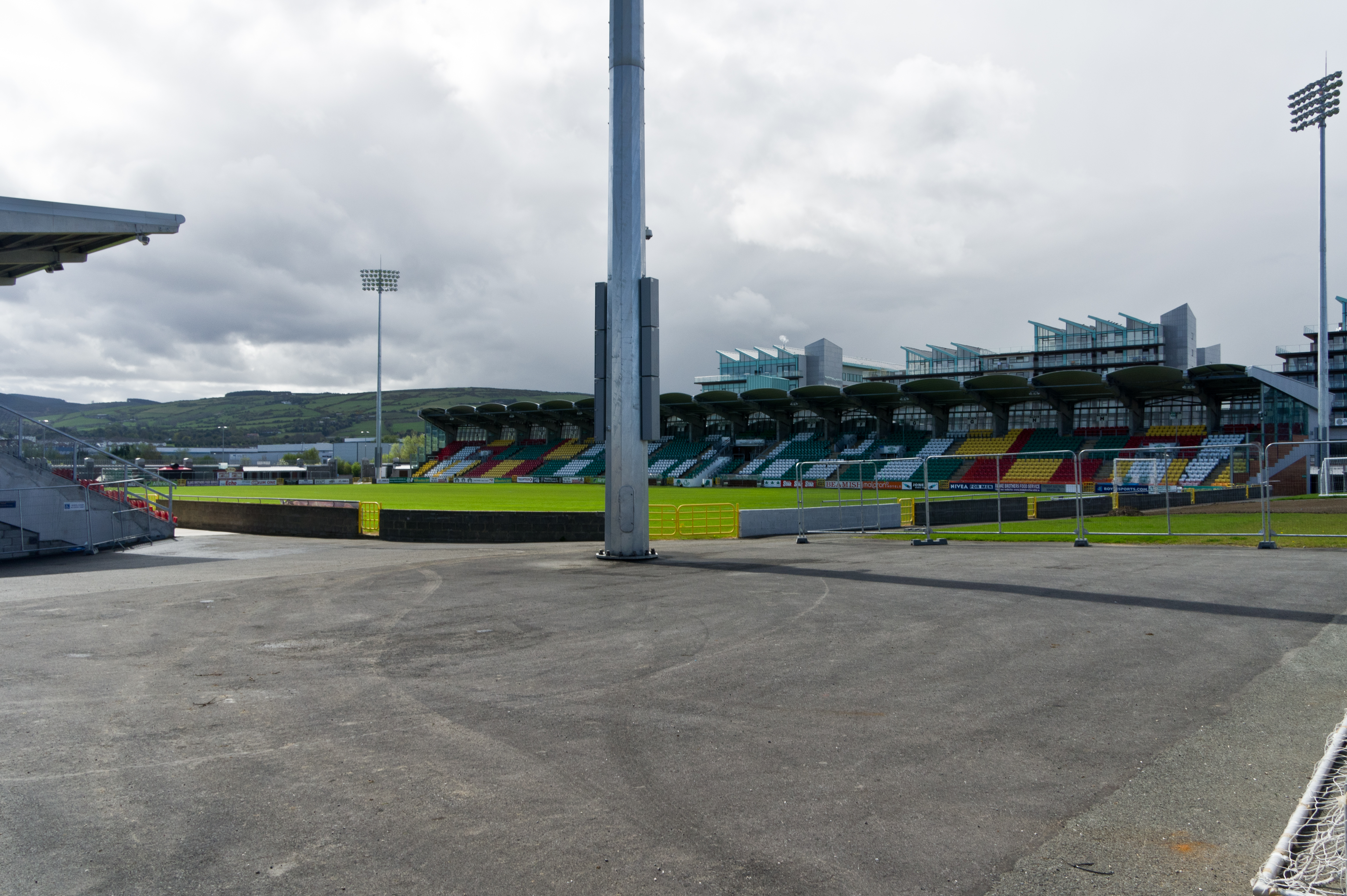
La tribuna principal ya finalizada.
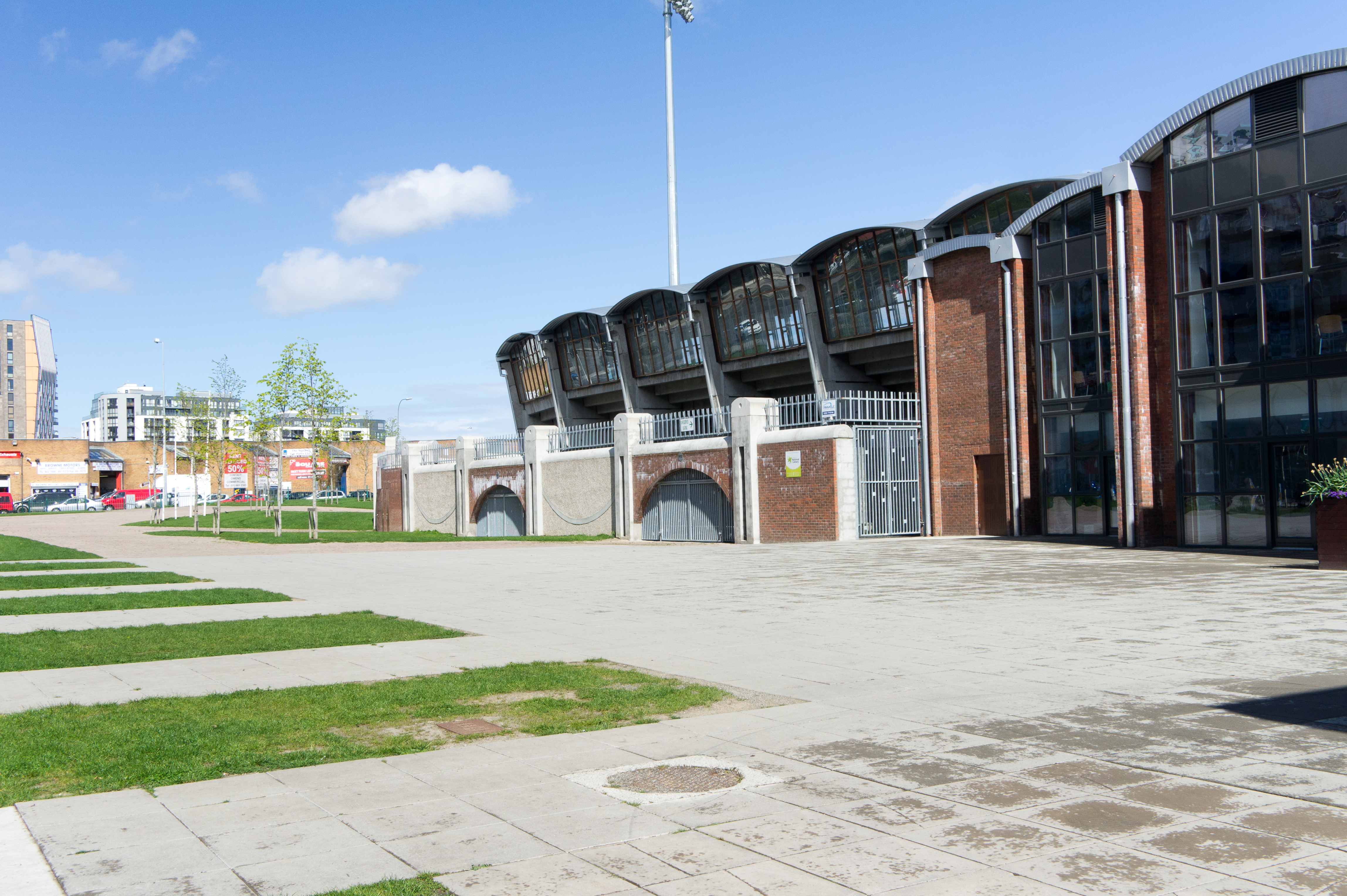
Exterior del estadio.
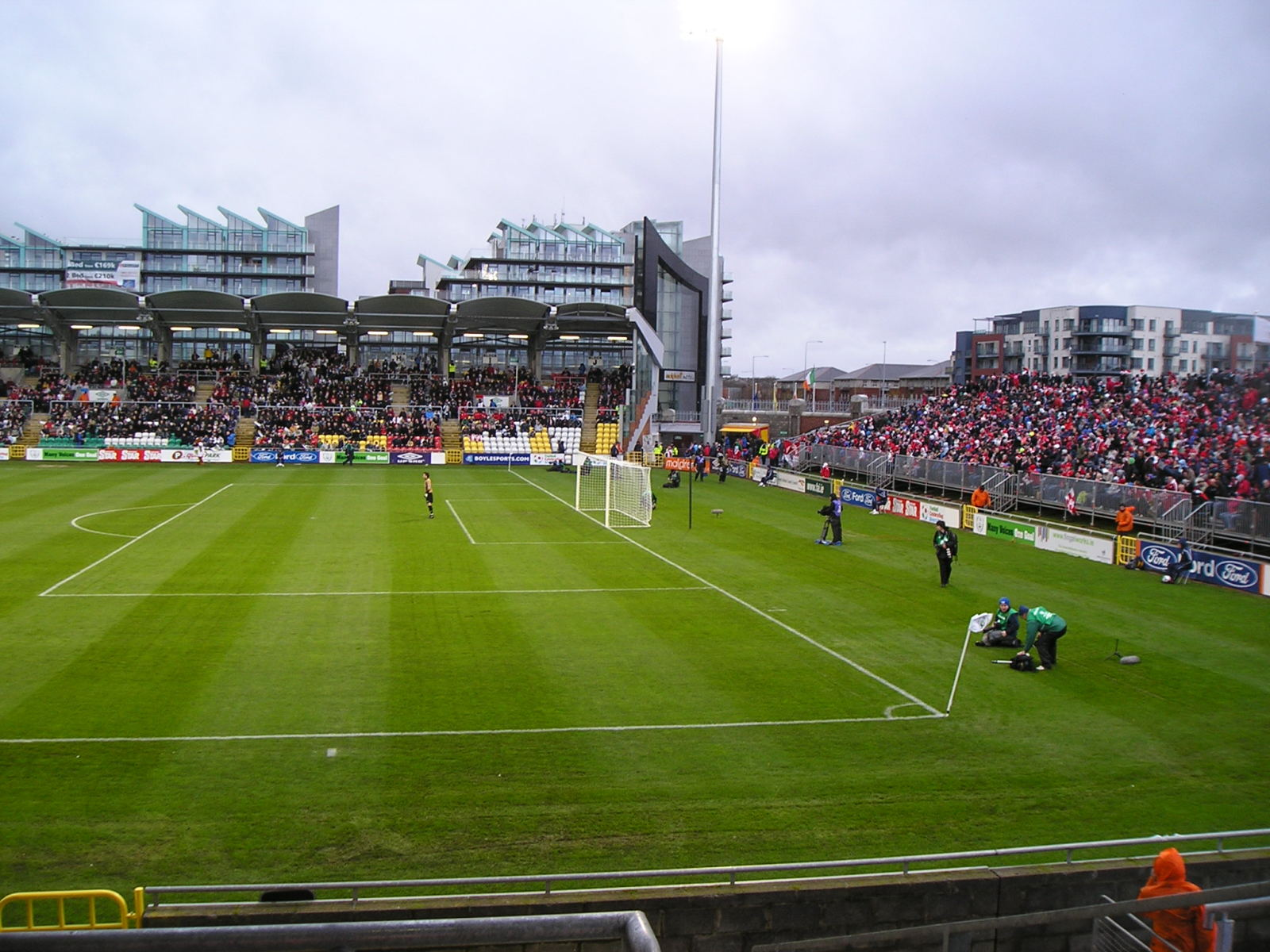
El estadio durante la final de Copa 2009.